# Carlos Bacca
Carlos Arturo Bacca Ahumada (Puerto Colombia, 8 settembre 1986) è un calciatore colombiano, attaccante dell'Atlético Junior.
Dopo gli inizi in Colombia, si trasferisce in Belgio, venendo acquistato dal Club Bruges. Trasferitosi agli spagnoli del Siviglia, in due anni realizza 49 gol in 108 partite tra tutte le competizioni e vince due Europa League (2013-2014 e 2014-2015). Nell'estate 2015 viene acquistato dal Milan, dove resta per due stagioni. Nel 2017 torna in Spagna e gioca prima nel Villarreal, con cui vince un'altra Europa League, e poi nel Granada. Dal 2022 milita nell'Atlético Junior.
Ha esordito con la nazionale colombiana nel 2010 e ha preso parte a due campionati mondiali (2014 e 2018) e a due edizioni della Copa América (2015 e 2016).

## Biografia
A Barranquilla, per aiutare suo padre Gilberto, lavorava come controllore sui bus; nel frattempo, la sera continuava a coltivare la passione per il calcio, allenandosi con intensità nel Junior de Barranquilla.
È soprannominato El Peluca (Il Parrucca) per la folta capigliatura che aveva da bambino.

## Caratteristiche tecniche
Attaccante prolifico e freddo sotto porta, usa prevalentemente il piede destro. Abile nel dribbling, nel suo repertorio tecnico figura anche la cosiddetta rabona. Con l'allenatore Unai Emery ha aggiunto al proprio stile di gioco una certa propensione alla fase difensiva, che a suo dire lo ha aiutato a trovare più facilmente la via del gol, pur partendo da lontano; ciò nonostante, in qualche occasione è stato criticato per la sua poca partecipazione al gioco di squadra.

## Carriera

### Club

#### Inizi e Club Bruges

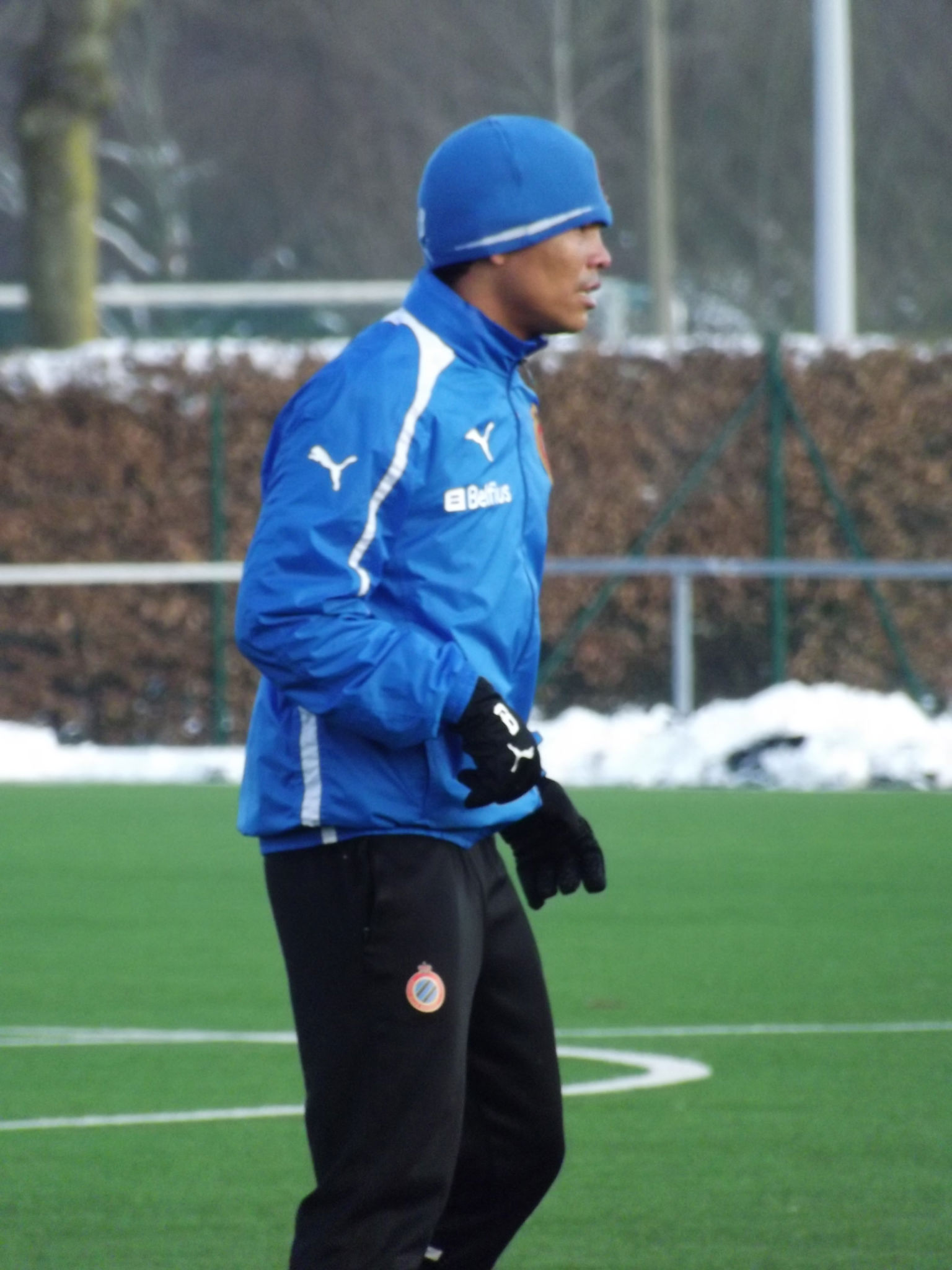
Bacca in allenamento al Club Bruges nel gennaio del 2013.

Viene ingaggiato dal Barranquilla, squadra di Primo B, per poi tornare nella serie A colombiana l'anno successivo, quando vince il titolo di capocannoniere con 15 gol. La stagione successiva firma per il Junior de Barranquilla, la squadra per cui tifa, in cui debutta con due gol nel Torneo di Apertura 2009. Nello stesso anno, in Coppa Colombia diventa capocannoniere con 11 gol. Nel Torneo di Apertura 2010 ha segnato 12 gol, che sono serviti a consacrarlo come capocannoniere del torneo al pari di Carlos Renteria.
Il 17 gennaio 2012 viene acquistato dai belgi del Club Bruges per circa 1,5 milioni di euro. Il debutto in Europa avviene il 21 gennaio del 2012 al 68º contro il Mechelen. Nella sua quinta partita con il club belga segna il suo primo gol, al quarto turno di play-off del campionato, siglando la vittoria per 1-0 contro il Gent.
Alla fine della stagione 2012-13 risulta capocannoniere della squadra e del campionato con 25 gol. Per uno dei turni di qualificazione di Europa League, dopo l'eliminazione del Bruges dai playoff per giocare la Champions League, segna il suo primo gol nel torneo continentale. Il 23 ottobre 2012 è scelto come miglior giocatore del campionato belga nel mese di settembre.

#### Siviglia
Il 23 luglio 2013 viene ingaggiato dal Siviglia per circa 7 milioni di euro. Il 29 agosto realizza i primi gol con la nuova maglia, una doppietta nei preliminari di ritorno di Europa League contro lo Śląsk Wrocław. Il 25 settembre realizza i suoi primi gol in Liga, una doppietta ai danni del Rayo Vallecano (4-1).
Resta nelle file del club spagnolo per due stagioni, realizzando complessivamente 49 reti e contribuendo in maniera decisiva ai due trionfi consecutivi in Europa League, con diverse marcature nelle fasi a eliminazione diretta; degna di nota la doppietta messa a segno nella finalissima dell'edizione 2014-2015, vinta battendo per 3-2 il Dnipro. I due successi nella competizione (primi trionfi europei per il giocatore) consentono a Bacca di eguagliare i connazionali Luis Amaranto Perea e Radamel Falcao García.
Le due affermazioni in campo europeo sono inframmezzate dalla sconfitta in finale di Supercoppa UEFA 2014 contro il Real Madrid, che si impone per 2-0.

#### Milan
L'estate 2015 segna il suo approdo al Milan, squadra da cui viene pagato 30 milioni di euro. Il 23 agosto esordisce in A, durante la partita persa dai rossoneri contro la Fiorentina. Nella successiva presenza, contro l'Empoli, trova il primo gol nel campionato italiano. In questa stagione risulta il primatista del Milan per presenze e reti. È anche autore della seconda marcatura in un derby, contribuendo al successo per 3-0.
A un anno dal debutto segna la sua prima tripletta, decisiva per piegare il Torino (3-2). Il 23 dicembre 2016 si aggiudica la Supercoppa italiana, primo trofeo con la società lombarda. Ciononostante nel corso della sua seconda stagione in maglia rossonera le sue prestazioni si rivelano spesso inferiori alle attese.

#### Villarreal
Nell'estate 2017 fa ritorno in Liga, firmando per il Villarreal con la formula del prestito secco oneroso (2.5 milioni di €). Durante la prima parte di stagione segna 8 gol, 2 dei quali in Europa League.. Conclude la stagione con 18 gol tra campionato ed Europa league.
Dopo la fine del prestito fa ritorno al Milan, ma il 17 agosto 2018 viene ceduto al Villarreal a titolo definitivo per 7 milioni di €. Con il Sottomarino giallo il 26 maggio 2021, vince la finale di Europa League (terza personale) contro il Manchester Utd ai rigori. Il 7 luglio 2021 risolve il suo contratto con la società spagnola, dopo 144 partite e 43 reti.

#### Granada
Il 13 luglio 2021, Bacca firma per il Granada, sempre militante in Liga. Con gli andalusi, l'attaccante colleziona 17 presenze in campionato, senza però riuscire ad evitare la retrocessione della squadra in seconda serie a fine stagione.

#### Il ritorno in Colombia
Rimasto svincolato, il 13 luglio 2022 Bacca fa ufficialmente ritorno in Colombia dopo dieci anni, unendosi all'Atlético Junior, squadra che per prima lo aveva lanciato nel professionismo.

### Nazionale

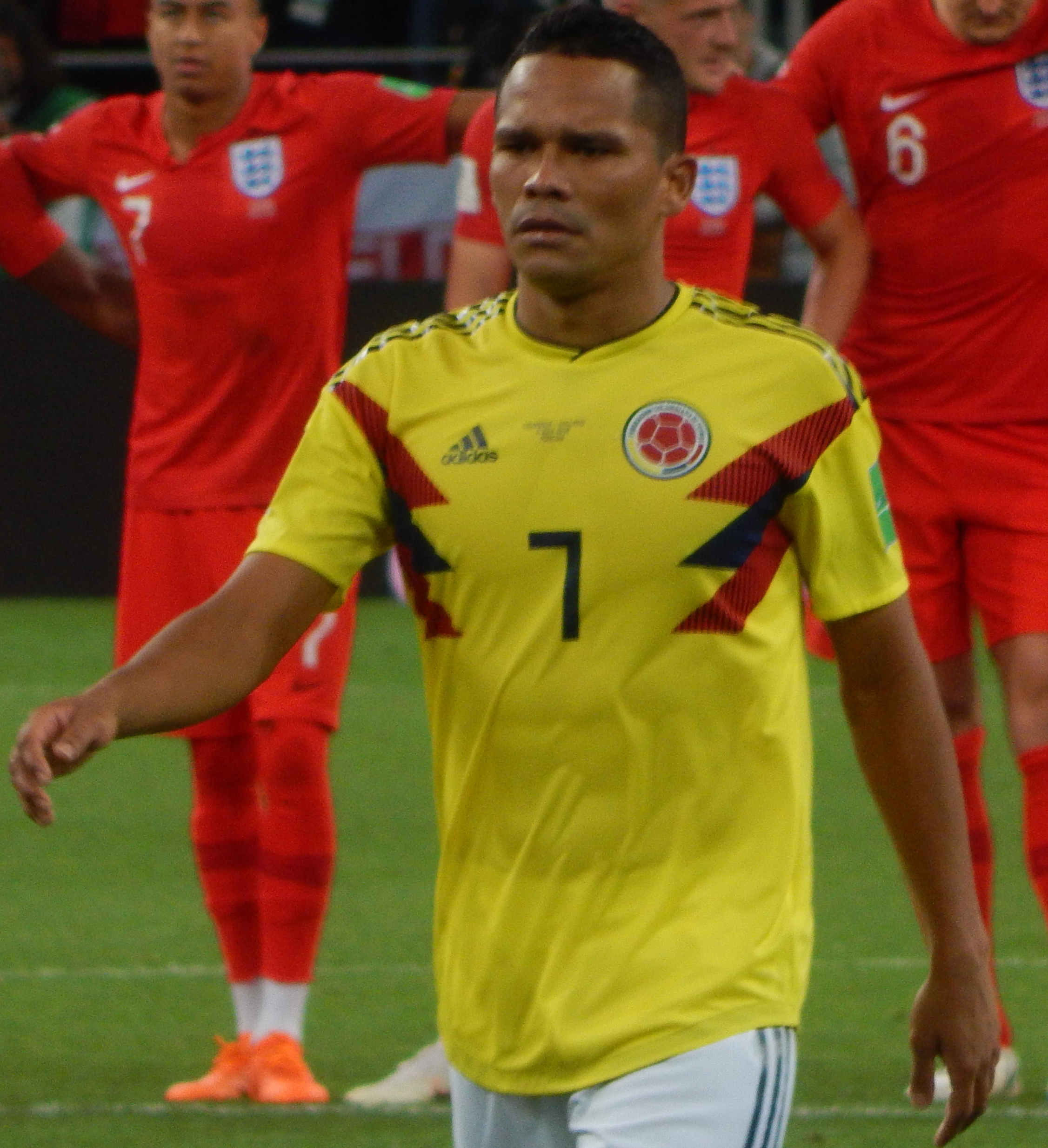
Bacca con la maglia della Colombia, al.

Esordisce con la Colombia nell'agosto 2010, segnando una rete alla Bolivia. Nel 2014 partecipa ai Mondiali brasiliani, giocando solamente 20 minuti nel quarto di finale contro i padroni di casa. Nel 2015 gioca la Copa América ed è espulso sempre contro i verdeoro.
Convocato per la Copa América Centenario del 2016 negli Stati Uniti, nel secondo incontro della fase a gironi trova la sua prima rete in Copa América, siglando di testa l'1-0 e così contribuendo alla vittoria finale per 2-1 contro il Paraguay.
Convocato per il mondiale di Russia nel 2018, subentra nel secondo tempo della partita d'esordio persa per 2-1 contro il Giappone. Salta solo la gara dei gironi col Senegal (vinta per 1-0). Nella gara di ottavi di finale contro l'Inghilterra è autore di un errore, poi rivelatosi decisivo per l'eliminazione dei suoi, dal dischetto nella serie dei tiri di rigore. A causa di questo rigore è stato vittima (insieme a Mateus Uribe, l'altro colombiano ad aver fallito dagli 11 metri) di minacce di morte.

## Statistiche

### Presenze e reti nei club
Tra club e nazionale maggiore, Bacca ha totalizzato globalmente 778 presenze segnando 333 reti, alla media di 0,43 gol a partita.
Statistiche aggiornate al 15 dicembre 2024.
| Stagione            | Squadra             | Campionato          | Campionato | Campionato | Coppe nazionali | Coppe nazionali | Coppe nazionali | Coppe continentali | Coppe continentali | Coppe continentali | Altre coppe | Altre coppe | Altre coppe | Totale | Totale |
| Stagione            | Squadra             | Comp                | Pres       | Reti       | Comp            | Pres            | Reti            | Comp               | Pres               | Reti               | Comp        | Pres        | Reti        | Pres   | Reti   |
| ------------------- | ------------------- | ------------------- | ---------- | ---------- | --------------- | --------------- | --------------- | ------------------ | ------------------ | ------------------ | ----------- | ----------- | ----------- | ------ | ------ |
| 2006                | Barranquilla        | SD                  | 27         | 12         | -               | -               | -               | -                  | -                  | -                  | -           | -           | -           | 27     | 12     |
| 2007                | Minervén            | SD                  | 29         | 12         | -               | -               | -               | -                  | -                  | -                  | -           | -           | -           | 29     | 12     |
| 2008                | Barranquilla        | PD                  | 19         | 14         | -               | -               | -               | -                  | -                  | -                  | -           | -           | -           | 19     | 14     |
| Totale Barranquilla | Totale Barranquilla | Totale Barranquilla | 46         | 26         |                 | -               | -               |                    | -                  | -                  |             | -           | -           | 46     | 26     |
| 2009                | Atlético Junior     | PD                  | 29         | 12         | CC              | 12              | 11              | -                  | -                  | -                  | -           | -           | -           | 41     | 23     |
| 2010                | Atlético Junior     | PD                  | 32         | 18         |                 | -               | -               | CL                 | 2                  | 0                  | -           | -           | -           | 34     | 18     |
| 2011                | Atlético Junior     | PD                  | 36         | 20         | CC              | 11              | 8               | CL                 | 8                  | 4                  | -           | -           | -           | 55     | 32     |
| gen.-giu. 2012      | Club Bruges         | D1                  | 10         | 3          | CB              | 0               | 0               | UEL                | 0                  | 0                  | -           | -           | -           | 10     | 3      |
| 2012-2013           | Club Bruges         | D1                  | 35         | 25         | CB              | 2               | 0               | UCL+UEL            | 0+7                | 3                  | -           | -           | -           | 44     | 28     |
| Totale Club Bruges  | Totale Club Bruges  | Totale Club Bruges  | 45         | 28         |                 | 2               | 0               |                    | 7                  | 3                  |             | -           | -           | 54     | 31     |
| 2013-2014           | Siviglia            | PD                  | 35         | 14         | CR              | 1               | 0               | UEL                | 16                 | 7                  | -           | -           | -           | 52     | 21     |
| 2014-2015           | Siviglia            | PD                  | 37         | 20         | CR              | 3               | 1               | UEL                | 15                 | 7                  | SU          | 1           | 0           | 56     | 28     |
| Totale Siviglia     | Totale Siviglia     | Totale Siviglia     | 72         | 34         |                 | 4               | 1               |                    | 31                 | 14                 |             | 1           | 0           | 108    | 49     |
| 2015-2016           | Milan               | A                   | 38         | 18         | CI              | 5               | 2               | -                  | -                  | -                  | -           | -           | -           | 43     | 20     |
| 2016-2017           | Milan               | A                   | 32         | 13         | CI              | 1               | 1               | -                  | -                  | -                  | SI          | 1           | 0           | 34     | 14     |
| Totale Milan        | Totale Milan        | Totale Milan        | 70         | 31         |                 | 6               | 3               |                    | -                  | -                  |             | 1           | 0           | 77     | 34     |
| 2017-2018           | Villarreal          | PD                  | 35         | 15         | CR              | 2               | 1               | UEL                | 6                  | 2                  | -           | -           | -           | 43     | 18     |
| 2018-2019           | Villarreal          | PD                  | 33         | 6          | CR              | 3               | 3               | UEL                | 7                  | 2                  | -           | -           | -           | 43     | 11     |
| 2019-2020           | Villarreal          | PD                  | 19         | 2          | CR              | 4               | 3               | -                  | -                  | -                  | -           | -           | -           | 23     | 5      |
| 2020-2021           | Villarreal          | PD                  | 23         | 5          | CR              | 3               | 1               | UEL                | 9                  | 3                  | -           | -           | -           | 35     | 9      |
| Totale Villarreal   | Totale Villarreal   | Totale Villarreal   | 110        | 28         |                 | 12              | 8               |                    | 22                 | 7                  |             | -           | -           | 144    | 43     |
| 2021-2022           | Granada             | PD                  | 17         | 0          | CR              | 2               | 1               | -                  | -                  | -                  | -           | -           | -           | 19     | 1      |
| 2022                | Atlético Junior     | A                   | 20         | 9          | CC              | 6               | 0               | -                  | -                  | -                  | -           | -           | -           | 26     | 9      |
| 2023                | Atlético Junior     | A                   | 45         | 19         | CC              | 2               | 2               | CS                 | 1                  | 0                  | -           | -           | -           | 48     | 21     |
| 2024                | Atlético Junior     | A                   | 33         | 13         | CC              | 2               | 0               | CL                 | 8                  | 4                  | SC          | 2           | 1           | 45     | 18     |
| Totale Junior       | Totale Junior       | Totale Junior       | 195        | 91         |                 | 33              | 21              |                    | 19                 | 8                  |             | 2           | 1           | 249    | 121    |
| Totale carriera     | Totale carriera     | Totale carriera     | 584        | 250        |                 | 59              | 34              |                    | 79                 | 32                 |             | 4           | 1           | 726    | 317    |

### Cronologia presenze e reti in nazionale
| Cronologia completa delle presenze e delle reti in nazionale ― Colombia | Cronologia completa delle presenze e delle reti in nazionale ― Colombia | Cronologia completa delle presenze e delle reti in nazionale ― Colombia | Cronologia completa delle presenze e delle reti in nazionale ― Colombia | Cronologia completa delle presenze e delle reti in nazionale ― Colombia | Cronologia completa delle presenze e delle reti in nazionale ― Colombia | Cronologia completa delle presenze e delle reti in nazionale ― Colombia | Cronologia completa delle presenze e delle reti in nazionale ― Colombia |
| Data                                                                    | Città                                                                   | In casa                                                                 | Risultato                                                               | Ospiti                                                                  | Competizione                                                            | Reti                                                                    | Note                                                                    |
| ----------------------------------------------------------------------- | ----------------------------------------------------------------------- | ----------------------------------------------------------------------- | ----------------------------------------------------------------------- | ----------------------------------------------------------------------- | ----------------------------------------------------------------------- | ----------------------------------------------------------------------- | ----------------------------------------------------------------------- |
| 11-8-2010                                                               | La Paz                                                                  | Bolivia                                                                 | 1 – 1                                                                   | Colombia                                                                | Amichevole                                                              | 1                                                                       | 56’                                                                     |
| 17-10-2012                                                              | Barranquilla                                                            | Colombia                                                                | 3 – 0                                                                   | Camerun                                                                 | Amichevole                                                              | 1                                                                       |                                                                         |
| 6-2-2013                                                                | Città del Guatemala                                                     | Guatemala                                                               | 1 – 4                                                                   | Colombia                                                                | Amichevole                                                              | -                                                                       | 46’                                                                     |
| 26-3-2013                                                               | Puerto Ordaz                                                            | Venezuela                                                               | 1 – 0                                                                   | Colombia                                                                | Qual. Mondiali 2014                                                     | -                                                                       | 75’                                                                     |
| 14-8-2013                                                               | Bogotà                                                                  | Colombia                                                                | 1 – 0                                                                   | Serbia                                                                  | Amichevole                                                              | -                                                                       | 59’                                                                     |
| 11-10-2013                                                              | Barranquilla                                                            | Colombia                                                                | 3 – 3                                                                   | Cile                                                                    | Qual. Mondiali 2014                                                     | -                                                                       | 67’                                                                     |
| 15-10-2013                                                              | Asunción                                                                | Paraguay                                                                | 1 – 2                                                                   | Colombia                                                                | Qual. Mondiali 2014                                                     | -                                                                       | 66’                                                                     |
| 19-11-2013                                                              | Amsterdam                                                               | Paesi Bassi                                                             | 0 – 0                                                                   | Colombia                                                                | Amichevole                                                              | -                                                                       | 87’                                                                     |
| 5-3-2014                                                                | Cornellà de Llobregat                                                   | Colombia                                                                | 1 – 1                                                                   | Tunisia                                                                 | Amichevole                                                              | -                                                                       | 46’                                                                     |
| 31-5-2014                                                               | Buenos Aires                                                            | Colombia                                                                | 2 – 2                                                                   | Senegal                                                                 | Amichevole                                                              | 1                                                                       | 66’                                                                     |
| 6-6-2014                                                                | Buenos Aires                                                            | Colombia                                                                | 3 – 0                                                                   | Giordania                                                               | Amichevole                                                              | -                                                                       | 46’                                                                     |
| 4-7-2014                                                                | Fortaleza                                                               | Brasile                                                                 | 2 – 1                                                                   | Colombia                                                                | Mondiali 2014 - Quarti di Finale                                        | -                                                                       | 70’                                                                     |
| 5-9-2014                                                                | Miami Gardens                                                           | Brasile                                                                 | 1 – 0                                                                   | Colombia                                                                | Amichevole                                                              | -                                                                       | 64’                                                                     |
| 10-10-2014                                                              | Harrison                                                                | Colombia                                                                | 3 – 0                                                                   | El Salvador                                                             | Amichevole                                                              | 2                                                                       | 66’                                                                     |
| 14-11-2014                                                              | Londra                                                                  | Stati Uniti                                                             | 1 – 2                                                                   | Colombia                                                                | Amichevole                                                              | 1                                                                       | 79’                                                                     |
| 26-3-2015                                                               | Riffa                                                                   | Bahrein                                                                 | 0 – 6                                                                   | Colombia                                                                | Amichevole                                                              | 1                                                                       | 46’                                                                     |
| 30-3-2015                                                               | Abu Dhabi                                                               | Colombia                                                                | 3 – 1                                                                   | Kuwait                                                                  | Amichevole                                                              | -                                                                       | 46’                                                                     |
| 6-6-2015                                                                | Buenos Aires                                                            | Colombia                                                                | 1 – 0                                                                   | Costa Rica                                                              | Amichevole                                                              | -                                                                       | 63’                                                                     |
| 14-6-2015                                                               | Rancagua                                                                | Colombia                                                                | 0 – 1                                                                   | Venezuela                                                               | Coppa America 2015 - 1º turno                                           | -                                                                       | 72’                                                                     |
| 17-6-2015                                                               | Santiago del Cile                                                       | Brasile                                                                 | 0 – 1                                                                   | Colombia                                                                | Coppa America 2015 - 1º turno                                           | -                                                                       | 76’ 90+6’                                                               |
| 8-9-2015                                                                | Harrison                                                                | Colombia                                                                | 1 – 1                                                                   | Perù                                                                    | Amichevole                                                              | 1                                                                       | 21’ 59’                                                                 |
| 8-10-2015                                                               | Barranquilla                                                            | Colombia                                                                | 2 – 0                                                                   | Perù                                                                    | Qual. Mondiali 2018                                                     | -                                                                       | 90+2’                                                                   |
| 13-10-2015                                                              | Montevideo                                                              | Uruguay                                                                 | 3 – 0                                                                   | Colombia                                                                | Qual. Mondiali 2018                                                     | -                                                                       |                                                                         |
| 12-11-2015                                                              | Santiago del Cile                                                       | Cile                                                                    | 1 – 1                                                                   | Colombia                                                                | Qual. Mondiali 2018                                                     | -                                                                       | 72’                                                                     |
| 17-11-2015                                                              | Barranquilla                                                            | Colombia                                                                | 0 – 1                                                                   | Argentina                                                               | Qual. Mondiali 2018                                                     | -                                                                       |                                                                         |
| 24-3-2016                                                               | La Paz                                                                  | Bolivia                                                                 | 2 – 3                                                                   | Colombia                                                                | Qual. Mondiali 2018                                                     | 1                                                                       | 69’                                                                     |
| 29-3-2016                                                               | Barranquilla                                                            | Colombia                                                                | 3 – 1                                                                   | Ecuador                                                                 | Qual. Mondiali 2018                                                     | 2                                                                       | 79’                                                                     |
| 29-5-2016                                                               | Miami                                                                   | Colombia                                                                | 3 – 1                                                                   | Haiti                                                                   | Amichevole                                                              | -                                                                       | 46’                                                                     |
| 3-6-2016                                                                | Santa Clara                                                             | Stati Uniti                                                             | 0 – 2                                                                   | Colombia                                                                | Coppa America Centenario - 1º turno                                     | -                                                                       | 87’                                                                     |
| 7-6-2016                                                                | Pasadena                                                                | Colombia                                                                | 2 – 1                                                                   | Paraguay                                                                | Coppa America Centenario - 1º turno                                     | 1                                                                       |                                                                         |
| 17-6-2016                                                               | East Rutherford                                                         | Perù                                                                    | 0 – 0 (2 – 4 dtr)                                                       | Colombia                                                                | Coppa America Centenario - Quarti di finale                             | -                                                                       |                                                                         |
| 22-6-2016                                                               | Chicago                                                                 | Colombia                                                                | 0 – 2                                                                   | Cile                                                                    | Coppa America Centenario - Semifinale                                   | -                                                                       | 80’ 89’                                                                 |
| 25-6-2016                                                               | Glendale                                                                | Stati Uniti                                                             | 0 – 1                                                                   | Colombia                                                                | Coppa America Centenario - Finale 3º posto                              | 1                                                                       | 79’                                                                     |
| 1-9-2016                                                                | Barranquilla                                                            | Colombia                                                                | 2 – 0                                                                   | Venezuela                                                               | Qual. Mondiali 2018                                                     | -                                                                       | 82’                                                                     |
| 6-9-2016                                                                | Manaus                                                                  | Brasile                                                                 | 2 – 1                                                                   | Colombia                                                                | Qual. Mondiali 2018                                                     | -                                                                       | 72’                                                                     |
| 6-10-2016                                                               | Asunción                                                                | Paraguay                                                                | 0 – 1                                                                   | Colombia                                                                | Qual. Mondiali 2018                                                     | -                                                                       |                                                                         |
| 11-10-2016                                                              | Barranquilla                                                            | Colombia                                                                | 2 – 2                                                                   | Uruguay                                                                 | Qual. Mondiali 2018                                                     | -                                                                       | 58’                                                                     |
| 15-11-2016                                                              | San Juan                                                                | Argentina                                                               | 3 – 0                                                                   | Colombia                                                                | Qual. Mondiali 2018                                                     | -                                                                       | 76’                                                                     |
| 23-3-2017                                                               | Barranquilla                                                            | Colombia                                                                | 1 – 0                                                                   | Bolivia                                                                 | Qual. Mondiali 2018                                                     | -                                                                       | 76’                                                                     |
| 28-3-2017                                                               | Quito                                                                   | Ecuador                                                                 | 0 – 2                                                                   | Colombia                                                                | Qual. Mondiali 2018                                                     | -                                                                       | 84’                                                                     |
| 7-6-2017                                                                | Murcia                                                                  | Spagna                                                                  | 2 – 2                                                                   | Colombia                                                                | Amichevole                                                              | -                                                                       | 77’                                                                     |
| 10-11-2017                                                              | Suwon                                                                   | Corea del Sud                                                           | 2 – 1                                                                   | Colombia                                                                | Amichevole                                                              | -                                                                       | 64’                                                                     |
| 14-11-2017                                                              | Chongqing                                                               | Cina                                                                    | 0 – 4                                                                   | Colombia                                                                | Amichevole                                                              | 1                                                                       | 68’                                                                     |
| 27-3-2018                                                               | Londra                                                                  | Colombia                                                                | 0 – 0                                                                   | Australia                                                               | Amichevole                                                              | -                                                                       | 75’                                                                     |
| 1-6-2018                                                                | Bergamo                                                                 | Egitto                                                                  | 0 – 0                                                                   | Colombia                                                                | Amichevole                                                              | -                                                                       | 66’                                                                     |
| 19-6-2018                                                               | Saransk                                                                 | Colombia                                                                | 1 – 2                                                                   | Giappone                                                                | Mondiali 2018 - 1º turno                                                | -                                                                       | 70’                                                                     |
| 24-6-2018                                                               | Kazan'                                                                  | Polonia                                                                 | 0 – 3                                                                   | Colombia                                                                | Mondiali 2018 - 1º turno                                                | -                                                                       | 78’                                                                     |
| 3-7-2018                                                                | Mosca                                                                   | Colombia                                                                | 1 – 1 dts (3 – 4 dtr)                                                   | Inghilterra                                                             | Mondiali 2018 - Ottavi di finale                                        | -                                                                       | 59’ 64’                                                                 |
| 7-9-2018                                                                | Miami Gardens                                                           | Venezuela                                                               | 1 – 2                                                                   | Colombia                                                                | Amichevole                                                              | -                                                                       | 68’                                                                     |
| 11-9-2018                                                               | East Rutherford                                                         | Argentina                                                               | 0 – 0                                                                   | Colombia                                                                | Amichevole                                                              | -                                                                       | 63’                                                                     |
| 11-10-2018                                                              | Tampa                                                                   | Stati Uniti                                                             | 2 – 4                                                                   | Colombia                                                                | Amichevole                                                              | 1                                                                       | 76’                                                                     |
| 16-10-2018                                                              | Harrison                                                                | Colombia                                                                | 3 – 1                                                                   | Costa Rica                                                              | Amichevole                                                              | 1                                                                       | 72’                                                                     |
| Totale                                                                  |                                                                         | Presenze                                                                | 52                                                                      |                                                                         | Reti (6º posto)                                                         | 16                                                                      |                                                                         |

## Palmarès

### Club

#### Competizioni nazionali
- Campionato colombiano: 3

Junior: Apertura 2010, Finalización 2011, Finalización 2023
- Supercoppa italiana: 1

Milan: 2016

#### Competizioni Internazionali
- UEFA Europa League: 3

Siviglia: 2013-2014, 2014-2015
Villarreal: 2020-2021

### Individuale
- Capocannoniere del campionato colombiano: 4

2010 I (12 reti), 2011 II (12 reti), 2023 II (19 reti), 2024 I (13 reti)
- Capocannoniere della Pro League: 1

2012-2013 (27 gol)
- Squadra della stagione della UEFA Europa League: 1

2014-2015